# 67979 Michelory
67979 Michelory este o planetă minoră (asteroid), cu un diametru de 7,621 km, din centura de asteroizi. A fost descoperită pe 4 decembrie 2000 la Le Creusot de Jean-Claude Merlin⁠(d) și a fost numită după Michel Ory⁠(d). 
Obiectul prezintă o orbită caracterizată de o semiaxă mare de 3,1177754719062 UAi, o excentricitate de 0,02, o înclinație de 13 ° în raport cu ecliptica.